# Frederic Guisset i Fontourci
Frederic Guisset i Fontourci (Vélizy-Villacoublay, Illa de França, 26 de maig de 1970) és instrumentista de flabiol a la cobla Mil·lenària de la Catalunya Nord i compositor de sardanes.